# Adrien Berbrugger
Louis-Adrien Berbrugger (Parigi, 11 maggio 1801 – Algeri, 2 luglio 1869) è stato un archeologo e filologo francese, che svolse gran parte dei suoi lavori nell'Algeria francese.